# Lliçà d’Amunt
Lliçà d’Amunt település Spanyolországban, Barcelona tartományban. Lakossága a 2023-as adatok aalapján 16 092 fő volt.
Lakosainak száma 16 253 fő (2024).

## Nevének eredete
Nevét a római Licius névből származtatják.
A megkülönböztetés a folyásirányban felfelé és lefelé fekvő falu között történik, nem pedig a dombon és a völgyben fekvő falu között.

## Története
A település nevét 989-ben Liciano néven említették először, majd 1174-ben Liziano Superiori, 1359-ben Sant Julià de Llissà Sobirà néven volt említve.

## Földrajza
Lliçà d’Amunt Santa Eulàlia de Ronçana, Canovelles, Granollers, Lliçà de Vall, Parets del Vallès, Palau-solità i Plegamans és Caldes de Montbui községekkel határos.

## Nevezetességek
- Anselmo Clavé szobra
- San Julián-templom
- Sant Esteve de Palaudàries templom
- San Valeriano kápolna
- Santa Justa i Rufina remeteség
- San Baudilio remeteség

## Népesség
A település lakosságának változását az alábbi diagram mutatja:
| Lakosok száma | 269  | 968  | 1207 | 1151 | 3748 | 12 009 | 14 143 | 14 696 | 15 256 | 16 253 |
|               | 1717 | 1887 | 1936 | 1960 | 1986 | 2004   | 2009   | 2014   | 2019   | 2024   |